# Dlăhcevo-Sablear, Kiustendil
Dlăhcevo-Sablear (în bulgară Длъхчево-Сабляр) este un sat în comuna Nevestino, regiunea Kiustendil,  Bulgaria. 

## Demografie
Componența etnică a satului Dlăhcevo-Sablear
     Nicio identificare (100%)
     Altele (0%)
La recensământul din 2011, populația satului Dlăhcevo-Sablear era de 10 locuitori. . Pentru 100,0% din locuitori nu este cunoscută apartenența etnică.